# Arcetri

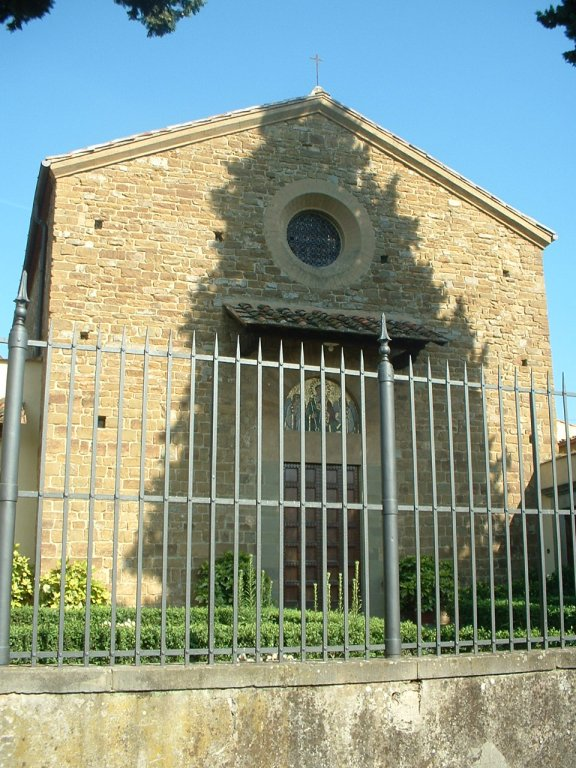
San Leonardo

Arcetri ist ein Stadtteil von Florenz in den Bergen südlich des Stadtzentrums.

## Geschichte
Erstmals schriftlich erwähnt wurde der Ort 1083. Am 29. Dezember 1641jul. / 8. Januar 1642greg. starb Galileo Galilei in Arcetri.

## Beschreibung
Es gibt eine Reihe historischer Bauten, wie zum Beispiel das Haus von Galileo Galilei (genannt Villa il Gioiello), das Convent von San Matteo und den Torre del Gallo. Das Arcetri-Observatorium (Osservatorio Astrofisico di Arcetri) ist ebenfalls dort zu finden. Die Kirche von San Leonardo in Arcetri ist die Hauptkirche in der Region.